# Lepthyphantes laguncula
Lepthyphantes laguncula är en spindelart som beskrevs av Denis 1937. Lepthyphantes laguncula ingår i släktet Lepthyphantes och familjen täckvävarspindlar.
Artens utbredningsområde är Algeriet. Inga underarter finns listade i Catalogue of Life.